# Gerry Wright
Gerry Sellars Wright (* 27. Dezember 1963 in Austin (Texas)) ist ein ehemaliger US-amerikanischer Basketballspieler.

## Leben
Wrights Vater war Soldat bei der US-Luftwaffe, die Familie zog 1970 vom US-Bundesstaat Texas nach Kalifornien.
Wright spielte American Football, eine Nackenverletzung ließ ihn von der Sportart Abstand nehmen. Er folgte seinem Vater nach und wurde Basketballer. Bis 1982 war der 2,01 Meter große Innenspieler Mitglied der Basketballmannschaft der San Gorgonio High School in San Bernardino. In Anlehnung an den Musiker Sir Mix-a-Lot und Wrights Vorliebe für kraftvolle Dunkings erhielt er von einem Mannschaftskameraden den Spitznamen „Sir Jam A Lot“. Nach dem Ende seiner Schulzeit spielte er ein Jahr an der University of Southern California in Los Angeles. Von 1984 bis 1987 spielte Wright dann an der University of Iowa und kam in 89 Einsätzen auf Mittelwerte von 9,2 Punkten sowie 5,8 Rebounds je Begegnung.
Beim Draftverfahren der NBA im Jahr 1987 sicherten sich die Detroit Pistons die Dienste am Innenspieler (fünfte Auswahlrunde, 111. Stelle insgesamt). Wright spielte jedoch nie in der NBA. Er legte seine Basketballkarriere zunächst auf Eis und begann eine Ausbildung beim US-Militär, um Jagdflieger zu werden. Wegen der Umstellung auf einen neuen Flugzeugtypen, in den er aufgrund seiner Körpermaße nicht passte, erreichte er dieses Ziel nicht. Während seiner Militärdienstzeit war Wright zudem ein Jahr lang Assistenztrainer der Basketballmannschaft der Marinehochschule und bildete Soldaten im Nahkampf aus.
Nach dem Ausscheiden aus der Marine nahm Wright an einem Probetraining der NBA-Mannschaft Atlanta Hawks teil, erhielt aber keinen Platz im endgültigen Kader. Er begann seine Laufbahn als Berufsbasketballspieler in der Saison 1989/90 bei den Pensacola Tornados in der US-Liga CBA. 1990 gewann er den Dunking-Wettbewerb der CBA. Er spielte dann in der Saison 1990/91 für den belgischen Erstligisten Leuven. Er kehrte in die USA zurück und ging zur Polizei, für die er zwei Jahre lang in Los Angeles arbeitete und unter anderem als verdeckter Ermittler in der Rauschgiftfahndung tätig war. Anschließend war er drei Jahre für die Polizei in Santa Monica im Einsatz. In der Saison 1994/95 betreute er neben seinem Polizeiberuf die Basketball-Mädchenmannschaft an der Santa Monica High School als Trainer.
1996 nahm Wright seine Karriere als Berufsbasketballspieler wieder auf und verstärkte in der Saison 1996/97 den deutschen Bundesligisten SSV Ulm. Bei einem Europapokalspiel gegen Skopje im November 1996 hielt die Korbanlage in der Ulmer Kuhberghalle einem Dunking Wrights nicht stand. Der Amerikaner riss den Ring aus der Plexiglasscheibe, nach dem Austausch des Brettes wurde die Begegnung fortgesetzt. Im Spieljahr 1997/98 stand er zunächst bei der Mannschaft New Wave Haaien im schwedischen Göteborg unter Vertrag, im Dezember 1997 wechselte er zu Ourense Xacobeo in die spanische Liga ACB. Dort kam er in 20 Hauptrundenbegegnungen der höchsten Liga Spaniens auf 6,6 Punkte je Einsatz.
Wright nahm wieder ein Angebot aus Schweden an und spielte im Herbst 1998 für M7 Borås, im Dezember 1998 wurde er vom spanischen Erstligisten Recreativos Orenes Murcia verpflichtet, für den er in der Folge 13 Spiele (4,1 Punkte/Begegnung) bestritt. In der Sommerpause 1999 wechselte Wright zum BCJ Hamburg, Aufsteiger in die deutsche Bundesliga. Für die Mannschaft kam er in 28 Saisonspielen auf 11,8 Punkte sowie 7,0 Rebounds je Begegnung.
Nach dem Ende seiner Spielerzeit war Wright als Fitnesstrainer und Leibwächter der königlichen Familie Saudi-Arabiens tätig, bereits während seiner Basketballkarriere hatte er in der spielfreien Zeit als Fitnesstrainer gearbeitet. Er verfasste zwei Beziehungsratgeber, die in Buchform erschienen. 2001 kehrte Wright, der zunächst Kommunikationswissenschaft, dann Religion und kulturübergreifende Erziehungswissenschaft studierte, in sein Heimatland zurück und arbeitete im kalifornischen San Bernardino fortan als Lehrer für Geschichte, Wirtschaft und Politik an der Arroyo Valley High School. An der Schule wurde er auch als Basketballtrainer tätig, später trainierte er am San Bernardino Valley College sowie am Barstow Community College, blieb jedoch Lehrer an der Arroyo Valley High School.